# Русский лес (роман)
«Рýсский лес» — роман Леонида Леонова, впервые вышедший отдельным изданием в 1954 году. Работа над романом велась с января 1950 по декабрь 1953 года; отрывки публиковались в журнале «Знамя» (1953, № 10, 11, 12), «Литературной газете» (1953, № 90, 30 июля), «Московском комсомольце» (1953, № 177, 6 сентября) и «Советском воине» (1953, № 22). Первое произведение советской литературы (наравне с циклом стихотворений Мусы Джалиля «Моабитская тетрадь»), удостоенное Ленинской премии (1957). Роман выдержал более 20 переизданий.
В основе сюжета — история противостояния учёного-лесовода Ивана Матвеевича Вихрова и его давнего оппонента Александра Яковлевича Грацианского на фоне разворачивающихся событий Великой Отечественной войны. Сквозной линией проходит представление о лесе как о мифопоэтическом, национальном начале русской жизни. В романе отразилось влияние не утихавшей в советском лесоводстве дискуссии об управлении лесным хозяйством в годы активного социалистического строительства.

## Сюжет
17-летняя девушка Аполлинария (Поля) Вихрова приезжает в Москву, собираясь поступать в институт на архитектурный факультет. Мать её, Елена Ивановна, работает фельдшером в городе Лошкарёве, на Енге; отец — Иван Матвеевич Вихров — московский профессор в Лесохозяйственном институте. Репутация Вихрова за последнюю четверть века «не просыхала ни на сутки», поскольку каждая его статья или книга подвергается остроумной, саркастической критике со стороны Александра Яковлевича Грацианского, сына профессора духовной академии, с которым они вместе учились в Лесном институте ещё до революции. Ситуацию омрачают слухи о том, что на протяжении длительного времени Вихров получал ежемесячные пособия в 25 целковых от неизвестного лица. Подозревая отца в классовой ненадёжности, Поля презирает его, но в то же время желает разобраться в подоплёке старой вражды с Грацианским, а также найти причину его расставания с матерью.
Поля останавливается жить в Благовещенском тупичке у подруги Вари Чернецовой — студентки, партийной активистки. В этот же день она едет до Лесохозяйственного института, на территории которого проживает Вихров, но не застаёт отца дома: дверь открывает Таиска, его старшая сестра. Отцовская квартира оказывается довольно скромной — не той, что она себе представляла. Среди книг, в золотистой рамочке, она обнаруживает фотографию своей молодой матери. Также Поля узнаёт, что у Ивана Матвеевича есть приёмный сын Серёжа. На Полин вопрос о разгромной критике отца Таиска отвечает: «За то и бранят, что лес бережёт... не от народа, а от топора... У топора глаз нету».
Начинается Великая Отечественная война. По ночам Поля и Варя дежурят на крыше, оберегая дом от зажигательных бомб. Попутно Поля узнаёт от Таиски всё новые подробности Вихровской биографии. Родившись в деревне Красновершье, при слиянии Склани с Енгой, неподалёку от барской усадьбы, маленький мальчик Иван с детства видел борьбу красновершенских мужиков с помещиками за право пользоваться лесом. Отец Ивана, Матвей Вихров, принимал участие в решении лесного вопроса: он отправился в Петербург к одному влиятельному лицу, но, будучи проигнорированным, со злобы прикончил его, в результате чего оказался на каторге, однако сумел сбежать и был застрелен стражей на Облоге. Вместе с другом Демидкой Золотухиным Иван гуляет по лесу, находит родничок чистой воды и жилище легендарного Калины Тимофеевича — «грозного существа сверхбогатырского телосложения и замысловатого озорства», но на деле — мудрого, суховатого старичка. Образ Калины навсегда запечатлелся в памяти Вихрова. В то же время на Облоге заводится лесной разоритель Кнышев, который, который, по слухам, «вырубил полмиллиона десятин и снял зелёную одёжку с трёх великих русских рек». Видя облысевшую поляну и домик Калины, окружённый рабочими, обиженный Вихров стреляет в Кнышева из рогатки. Вскоре из-за отсутствия денег Вихровым приходится перебраться в Петербург.
История противостояния крестьянского мальчика с лесным разорителем становится достоянием общественности. Об Иване Вихрове узнаёт Туляков — профессор Петербургского Лесного института. Он устраивает Ивана на пансион в лесную школу при институте, а затем отправляет его на экспедиции по русским лесам, где тот проводит 5 лет. Уже в институте образуется студенческое братство, состоящее из Ивана Вихрова, Александра Грацианского, Валерия Крайнова и Григория Чередилова. На одном из вечеров Грацианский рассказывает о подпольной ученической организации «Молодая Россия», ставящей своей целью свержение самодержавия, а также об изобретённом им способе политической борьбы под названием «миметизм», суть которого заключается в проникновении в царские учреждения, чтобы мимикрировать под их рядовых сотрудников. Вихров и Крайнов подвергают его теорию серьёзной критике, догадываясь, к чему подобное заигрывание с властью может привести. Вскоре после покушения на Столыпина по революционному подполью прокатывается волна арестов: большевика Крайнова отправляют в вечную ссылку; Вихрова высылают из столицы на 2 года; Чередилов успешно уезжает из города по вызову к умиравшему отцу; Грацианский же отделывается двумя сутками пребывания в местной тюрьме.
Призванный на фронт Первой Мировой войны, Вихров получает ранение, возвращается в родное Красновершье и становится новым енгинским лесничим. Он приезжает в сапегинское поместье, чтобы почитать сохранившиеся документы о «битве» красновершских мужиков за Облог, и знакомится с Еленой Ивановной, которую встречал ещё в молодости. Трёхлетнюю Елену подкинули на Рождество в семейство Сапегиных, где её воспитывают на дворянский манер, но держат скорее в роли прислуги. Влюбившись в неё, Вихров предлагает ей сбежать. Немного спустя сапегинскую усадьбу поджигают: Вихров спасает продрогшую по дороге Елену и через месяц отправляет её на курсы медицинских сестёр. Несмотря на это, девушка продолжает ощущать себя не приносящим никакой пользы врагом народа. В это же время происходит роковая встреча Вихрова с Грацианским и Чередиловым, приехавшими погостить в этих местах: заметив Калиновский родничок, Грацианский внезапно вонзает в него палку и дважды проворачивает её внутри. «Я убью тебя!» — вырывается из Вихрова. Когда Грацианский с Чередиловым уезжают, Ивана переводят в Москву, на кафедру Лесохозяйственного института, в помощники к Тулякову. Елена переезжает вместе с ним, однако ненадолго: сокрушаясь о рождении дочери и часто думая о самоубийстве, она вместе с Полей тайно уезжает на Енгу.
Тем временем Поля решает посетить лекцию отца, которую тот каждый год читает в Лесохозяйственном институте перед началом занятий. В своём пространном выступлении Вихров излагает историю русского леса со времён крещения Руси вплоть до наших дней, опасаясь за вероятность его исчезновения вследствие нерационального использования: «Итак, лес кормил, одевал, грел нас, русских... Давно пора бы воздать ему хвалу, какой заслуживает этот милый дед, старинный приятель нашего детства, насмерть стоящий воин и безотказный поставщик сырья, кормилец рек и хранитель урожаев». После речи Вихрова «всё потонуло в шуме рукоплесканий», но нашлись и провокаторы из среды Грацианского, которые начали задавать Вихрову неудобные вопросы о его прошлом. Поля выходит из зала воодушевлённой, понимая, что её отец — настоящий защитник леса. После посещения московского парада Поля знакомится с бригадным военврачом Струнниковым, набирающим девчат в фронтовой госпиталь, и соглашается поехать вместе с ним. В то же время на фронт на бронепоезде отправляется Серёжа, а перед этим в глубокий тыл уезжает Варя.
Клубок биографии Грацианского практически распутан: выясняется, что юноша был связан с полковником жандармской охранки Чандвецким, завербовавшим Грацианского путём нехитрых махинаций. Во многом благодаря ему были сосланы Крайнов, Вихров и другие революционеры.
Поля Вихрова добирается до покинутой прифронтовой деревушки на Енге, где Струнников организует госпиталь для раненых. Впрочем, вскоре ей представилась возможность поучаствовать в более серьёзной операции: следователь Осьминов предлагает хорошо ориентирующейся в местных краях девушке проникнуть в занятый немцами город Лошкарёв, чтобы передать развединформацию местным диверсантам. По пути её арестовывают и ведут к офицеру Вальтеру Киттелю, который «видел своё призвание в научном осмыслении русских дел». Не без помощи коменданта — «очнувшегося» предателя Демидки Золотухина — Поле удаётся сбежать и выполнить задание; вместе с тем она узнаёт, что её подруга Варя погибла неделю назад в фашистской петле. В лесу Поля обнаруживает контуженного Сергея: там же их находит советская разведка, и оба оказываются в госпитале.
Узнав об открытии второго фронта, Иван Вихров с нетерпением ожидает, когда освободят его родную Енгу, чтобы окончательно переселиться туда. Он узнаёт, что его дочь, награждённая орденом, вернулась в Москву, и желает с ней встретиться. Но прежде Поля посещает знакомый Благовещенский тупичок, приходит в квартиру Грацианского, находит на столе в его кабинете пузырёк с чернилами и выливает их Грацианскому в лицо: «Это пока задаток... и вот, молитесь хорошенько, чтоб я не воротилась с фронта».
Советские армии освобождают Енгу. На поезде Вихров добирается до Красновершья, обходит родные края, добирается до знакомого овражка с плоским валуном на дне и наблюдает струйки бессонной воды Калинова родничка. После этого он воссоединяется с Еленой, с которой они вместе едут в медицинском грузовичке, вспоминая прошлое и разговаривая о будущем. Здесь-то и нашлось место для последней новости, достойной краткого упоминания, — о «всколыхнувшем лесную общественность решении Грацианского самовольно, в расцвете творческих сил, уйти из жизни, что он успешно и выполнил месяц назад посредством речной проруби». Также Ивана Вихрова собираются назначить на пост директора Лесохозяйственного института и приглашают на «предварительное пока, как можно было понять между строк, важнейшее в истории русского леса совещание».

## Восприятие и критика
Роман «Русский лес», как отмечают исследователи, представляет собой «интересное исследование историко-мифологического пласта русской культуры, глубоко проникающее в суть народных верований и житейской мудрости». Основной темой романа является не только противостояние старого и нового мира, но и отношение к национальной жизни как таковой. М. П. Лобанов, посвятивший анализу «Русского леса» отдельную книгу, пишет: «Грацианский покушается на родничок, завещанный Вихрову его прежним хранителем Калиной, выразителем народа. Грацианский хочет растоптать то, что принято от народа, завещано им беречь, как святыню». В свою очередь, Великая Отечественная война позволила обострить национальное чутьё, распознать и разоблачить двойственную сущность давнего Вихровского критика.
Характерная черта поэтики Леонова, нашедшая отражение в «Русском лесе» — «интенсивность интертекстуальных включений, пронизанность текста аллюзивным словом, которое «предстаёт как заимствование некоего элемента из инородного текста, служащее отсылкой к тексту-источнику, являющееся знаком ситуации, функционирующее как средство для отождествления определённых фиксированных характеристик»: «Имена известных философов и деятелей разных эпох, ассоциации с образами Достоевского и Лескова, отсылки к архипопулярным и малоизвестным литературным произведениям, стихотворные цитаты из Пушкина и Блока, вплетенные в леоновский текст, раскрывают духовные искания и жизненную позицию героев «Русского леса».
Захар Прилепин, автор биографии Леонида Леонова в серии «Жизнь замечательных людей», подчёркивает, что «леоновский голос легализовал больную тему в среде самих лесников»: «С точки зрения социальной, «Русский лес» больше чем книга — это деяние, поступок, подвиг». В то же время писатель подвергает критике «томительное ощущение внешней фальши», возникающее от прочтения романа: «...сама атмосфера этой книги ныне кажется выхолощенной, неживой. Леонов вынужденно использовал в романе бесконечные трафареты соцреализма, может быть, впервые поставив тему повествования превыше своего права на честное художественное слово».

## Экранизации
- 1964 — «Русский лес» — фильм режиссёра Владимира Петрова (сценарий совместно с Л. М. Леоновым и Ю. Б. Лукиным)